# Tight end

Tight end (TE) (silny skrzydłowy, końcowy) – pozycja zawodnika w futbolu amerykańskim. Zawodnik ten należy do formacji ataku.
Tight end jest to połączenie zawodnika z formacji offensive line, a także skrzydłowego, gdyż gracz ten może zarówno blokować zawodników drużyny broniącej jak i odbierać podania od rozgrywającego. Gracz ten ustawiony jest najczęściej obok tackle. W zależności od zagrania musi on zatrzymać atakującego obrońcę, albo pełnić rolę dodatkowego skrzydłowego. Ze względu na swoje warunki, zawodnikowi takiemu łatwiej uwolnić się od kryjącego go obrońcy, ale nie jest on tak szybki jak typowy skrzydłowy, dlatego najczęściej otrzymuje on podania od rozgrywającego na odległość kilkunastu jardów.